# Cordillère du Kunlun
La cordillère du Kunlun (chinois simplifié : 昆仑山脉 ; chinois traditionnel : 崑崙山脈 ; pinyin : kūnlún shānmài ; en ouïghour : قۇرۇم تېغى (Qurum Teghi) ; en tibétain : ཁུ་ནུ་རི་རྒྱུད ; en mongol : Хөндлөн Уулс (Khöndlön Uuls)) ou Kunlun est une chaîne de hautes montagnes dont l'extrémité occidentale se situe près de la frontière entre la république populaire de Chine et l'Inde, puis qui longe la limite des provinces du Xinjiang et du Tibet et se prolonge à l'est dans celle du Qinghai. La chaîne s'étend sur plus de 3 000 km et culmine à 7 649 m au Kongur Tagh dans le chaînon Kashgar.

## Étymologie
La cordillère du Kunlun est mentionnée pour la première fois dans le Shanhaijing, « Livre des monts et des mers ou Classique des montagnes et des mers », un recueil de données géographiques et de légendes de l’Antiquité chinoise composé entre les Royaumes combattants et les Han.
En chinois, dans le taoïsme, Kunlun signifie « la tête » ; son nom turc, Qurum, signifie « nuage de brume ».

## Géographie
Le Kunlun est situé entre le désert du Taklamakan et le plateau tibétain. Cette chaîne de montagnes présente des sommets compris en moyenne entre 6 000 et 7 000 m d'altitude, comme l'Ulugh Muztagh (6 973 m) ;  les cols et les vallées dépassent souvent l'altitude de 5 000 mètres. Cette région est pratiquement inhabitée, des nomades tibétains du Chang Tang (plateau tibétain) viennent sur les pâturages du sud du Kunlun en été et quelques bergers ouïgours utilisent les pâturages de l'Altun Shan au nord. Une faune importante est présente sur ce territoire : antilopes tibétaines (shirou), yacks sauvages, hémiones, panthère des neiges, ours et loups. Le parc naturel Hoh Xil, intégrant une grande partie du massif Kunlun et le nord du Chang Tang, a été créé afin de protéger cette faune.
Kunlun est également connu pour son jade de grande qualité, de couleurs rouge, verte ou noire.

### Hydrographie
La rivière Keriya traverse la chaîne de montagnes vers le nord.

## Culture

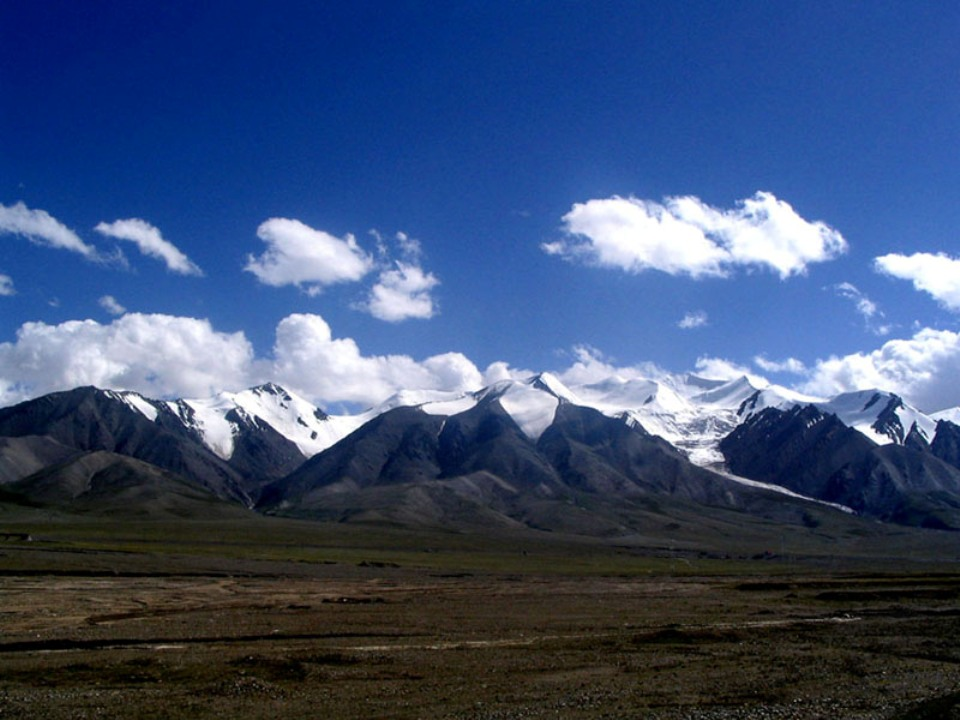
Kunlun

- Les villes-oasis de l'itinéraire de la route de la soie qui contournait par le sud le désert du Taklamakan sont situées en contrebas du Kunlun Shan.
- Le Kunlun joue un rôle important dans la mythologie chinoise.
- Les Horizons perdus, roman du Britannique James Hilton paru en 1933, se déroule dans le monastère de Shangri-La, situé entre la cordillère du Kunlun et le plateau tibétain.
- K'un L'un est un lieu fictif de l'univers Marvel, en particulier celui d'Iron Fist, s'inspirant de la cordillère du Kunlun.
- Les montagnes de Kunlun sont le théâtre des 4e épisodes des jeux vidéos Sly Raccoon et Sly 3, sortis respectivement en 2002 et 2005.